# Ćutin Veliki in Ćutin Mali
Ćutin Veliki in Ćutin Mali sta dva majhna nenaseljena otočka v Jadranskem morju, ki pripadata Hrvaški in sta del otočja kvarnerskih otokov. Nahajata se ob vzhodni obali otok Cres in jugovzhodno od južne konice istrskega polotoka.
Upravno otoka pripadata mestu Mali Lošinj v Primorsko-goranski županiji.